# Німецькі мексиканці
Громадяни Мексики, які походять з Німеччини, називають німецькими мексиканцями. Більшість задокументованих етнічних німців прибули до Мексики в середині-кінці 1800-х років через політику Порфіріо Діаса. Багато з них скористалися перевагами ліберальної політики Мексики, і вони пішли в освітні, торговельні та промислові компанії. Інші, як наймані працівники чи фермери, прибули без значного капіталу.  Більшість з них жили в Мехіко, Пуебла та Веракрус, а також у північних штатах Сонора, Сіналоа, Халіско та Чіуауа. Після цього поселенці рухалися на південь до півострова Юкатан. Багато німецьких іммігрантів прибули під час і після двох світових воєн.  Мексика займає четверте місце за чисельністю німецького населення в Латинській Америці після Бразилії, Аргентини та Чилі.
З основними експортними товарами, такими як пиво, сир і столярні вироби, які глибоко вкорінені в традиціях північної Німеччини, німецький вплив на сучасну мексиканську культуру помітний у молочній, пивоварній та музично-розважальній галузях. Тим не менш, найбільш помітним впливом німецької культури на основну культуру були північні регіональні музичні стилі, такі як tejano, banda, ranchera та norteño, серед інших. У штатах Чіуауа, Дуранго, Сакатекас і Агуаскальєнтес мова Plautdietsch, діалект нижньонімецької мови, широко поширена серед мексиканських менонітів, нащадків голландських і прусських іммігрантів. Інші німецькі міста в південних і північних штатах Нуево-Леон, Халіско, Сіналоа, Юкатан, Чьяпас, Кінтана-Роо та інших районах Пуебла зберігають значну кількість німецької культури та мови.
Незважаючи на те, що німецько-мексиканська спільнота значною мірою інтегрувалася в мексиканське суспільство, вони зберігали деякі культурні риси, які мали промисловий і культурний вплив на мексиканське суспільство. Інтенсивна транскультурація була помітна, особливо після Першої світової війни, в Мехіко, Халіско, Сіналоа, Нуево-Леон, Пуебла та особливо в майя в Чьяпасі. Зважаючи на те, що націоналістична метисська пропаганда протягом багатьох років мала великий успіх, прийняття німецького внеску в сучасну мексиканську культуру було зменшено. Тепер вважається, що ці соціальні, культурні та ідентичності є спільними для метисів, а не для німців.

## Колонізація та імміграція
Німецька колонізація Мексиці почалася ще до того, як вони заселили Техас, який тоді був під владою Іспанії. Однак перше постійне поселення німців у Мексиці було засноване Фрідріхом Ернстом і Чарльзом Фордтраном в Індустрі, окрузі Остін, на початку 1830-х років, тоді під владою Мексики. Письмо Ернста своєму другові було надіслано в рідний Ольденбург і опубліковано в тамтешній газеті. Його опис Техасу так вплинув на німецьких іммігрантів, що його називають «батьком німецької імміграції до Техасу».
Після перемоги Сполучених Штатів над Мексикою в мексикансько-американській війні в 1848 році багато німців, особливо римо-католиків, які виступали на боці Мексики, залишили Техас і частину сучасної Мексики.
У 1865 і 1866 роках спеціально в села Санта-Елена і Пустуніч на Юкатані було привезено 543 німецькомовних людей з Гамбурга.  Під час Другої Мексиканської імперії та правління імператора Максиміліана I Мексики, під керівництвом штату Юкатан, це був план іноземної колонізації. Більшість із них працювали землеробами та ремісниками, такими як шевці, столярі, колісники тощо.
Німецький ботанік Карл Сарторіус заснував додаткові колонії в Ель-Мірадоре, Веракрусі, а також в штаті Тамауліпас бароном Хуаном Райкніцем (Йоган фон Ракніц) у 1833 році.
Понад 200 поселенців з Дармштадта, Німеччина, прибули до поселення Сарторіуса, відомого як Гасіенда. Сарторія була призначена міністром сільського господарства Імперії, а Гасіенду часто відвідував Максиміліан I.

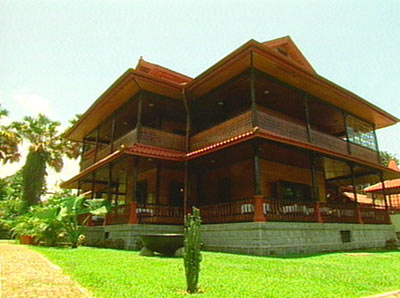
Німецька фінка в Соконуско

У 1890 році Порфіріо Діас і Отто фон Бісмарк відправили 450 німецьких сімей до Соконуско поблизу Тапачули в південному штаті Чіапас, як частина руху blanqueamiento, щоб використати сільськогосподарські можливості південної Мексики. Розширене вирощування кави швидко зробило Соконуско однією з найуспішніших колоній Німеччини. З 1895 по 1900 рік було зібрано 11 500 000 кг кави. Фінки (маєтки) були побудовані на високогір'ї Ч'япанеко та отримали німецькі назви, такі як Гамбург, Бремен, Любек, Арговія, Бісмарк, Пруссія, Німеччина та Ганновер.
В 1920-х роках близько 6000 російських менонітів з Північної Німеччини та Нідерландів мігрували з Канади до північної Мексики.  Сьогодні в Мексиці проживає близько 115 000 нащадків менонітів, які зберегли плаутдіцький діалект і ведуть самоокупні релігійні та сільськогосподарські практики. Німецько-мексиканським менонітам дозволено говорити іспанською в основному через бізнес, культуру та, іноді, подружжя. Багато менонітських колоній були жертвами релігійного запалу в минулому, особливо під час християнської громадянської війни. Звинувачення про «заманювання та промивання мізків молоді» є частиною сучасної критики культу, але оскільки більшість колоній помірно ізольовані та добре сприймаються мексиканським урядом, ці твердження не мають підстав. Штати Чіуауа (Куаутемок), Дуранго (Патос (Нуево Ідеаль), Нуево Гамбурго) мають найуспішніші менонітські колонії в Мексиці.
До та після оголошення війни державам Осі в 1942 році портова влада почала приймати єврейських німецьких біженців ще в 1937 році, але це було неофіційно через суперечливий характер єврейського питання та зростання антисемітизму в політиці Карибського басейну. Найкращим прикладом є те, що Мексика прийняла німецьких євреїв на борт Сент-Луїса після того, як кубинські офіційні особи відмовилися дозволити іммігрантам в 1939 році. Позиція уряду щодо нейтралітету передбачає неточну та спотворену реєстрацію прибулих під час війни; офіційні документи вказують лише на 18 000, тоді як у звітах громади та парафії є понад 100 000.  Єврейські та польсько-католицькі громади в Мексиці повідомляли про десятки тисяч нових єврейсько-німецьких і польських прибулих між 1937 і 1944 роками, хоча це не було офіційно задокументовано урядом. Мексика прийняла лише 1850 єврейських біженців між 1933 і 1945 роками. Однак між 1938 і 1945 роками іспанські лояльні біженці отримали принаймні 16 000 імміграційних віз, а поляки-католики отримали понад 1400 віз між 1939 і 1941 роками. Вважається, що багато з цих віз використовувалися єврейськими німцями, які втікали через Іспанію, разом із безбілетними пасажирами, завезеними контрабандою морськими «койотами». Урятування німецьких євреїв, які втікали через підпільну мережу французьких залізниць, було значною справою мексиканского дипломата Гілберто Боскес Сальдівара. Коли він був консулом у Марселі, французькому портовому місті, яке згодом стало Францією Віші, Боскес наказав консульським чиновникам видавати візи будь-якому біженцю, який хотів подорожувати до Мексики. Його дії врятували десятки тисяч євреїв і інших біженців, які тікали з Іспанії від диктатури Франко. Крім того, Боскес орендував літній табір і замок поблизу Марселя для розміщення біженців, стверджуючи, що ця земля згідно з міжнародним правом належить Мексиці. У 1943 році Боскес, його родина та сорок працівників консульства були заарештовані гестапо. Їх утримували в Німеччині протягом року, поки мексиканський уряд не зміг звільнити їх через обмін полоненими.

## Культурна спадщина
Багато поселенців з Гамбурга, Бремена та Любека прибули до Нової Алеманії, де будинки нагадують архітектуру північної Німеччини. Поселенці з Баварії з Сан-Луїс-Потосі, Сіналоа (Мазатлан) і Веракрус побудували будинки, схожі на ті, що були в Шварцвальді. Барон Баден-Баден володів баварським особняком, який зараз використовується як будівля Німецького культурного центру в Сан-Луїс-Потосі. Німецькі іммігранти створили неіснуючий футбольний клуб Germania FV, який значною мірою сприяв популяризації спорту в сучасній Мексикі. Ця ініціатива схожа на дії німецьких іммігрантів у Бразилії та Аргентині.
Через велику кількість німецьких іммігрантів у Техасі та північній Мексиці приблизно в 1830-х роках німецьке коріння особливо помітне в мексиканській музиці. Ще наприкінці 1800-х розповсюджувачі німецьких акордеонів активно рекламували гучні, міцні маленькі «бумбокси». Сьогодні можна почути техано, коньюнто, текс-мекс, квебрадату, банду, ранчеру та нортеньо, а також іншу музику, яка частково пов'язана з німецькою музикою, зокрема, полькою. На півночі Мексики та в Сполучених Штатах, де проживає велика кількість мексиканських іммігрантів, ці музичні стилі особливо популярні. Багато танцювальних рухів, які супроводжують ці музичні стилі, походять від традиційних польських танців і квадратних танців, які є поширеними в культурі вакеро.

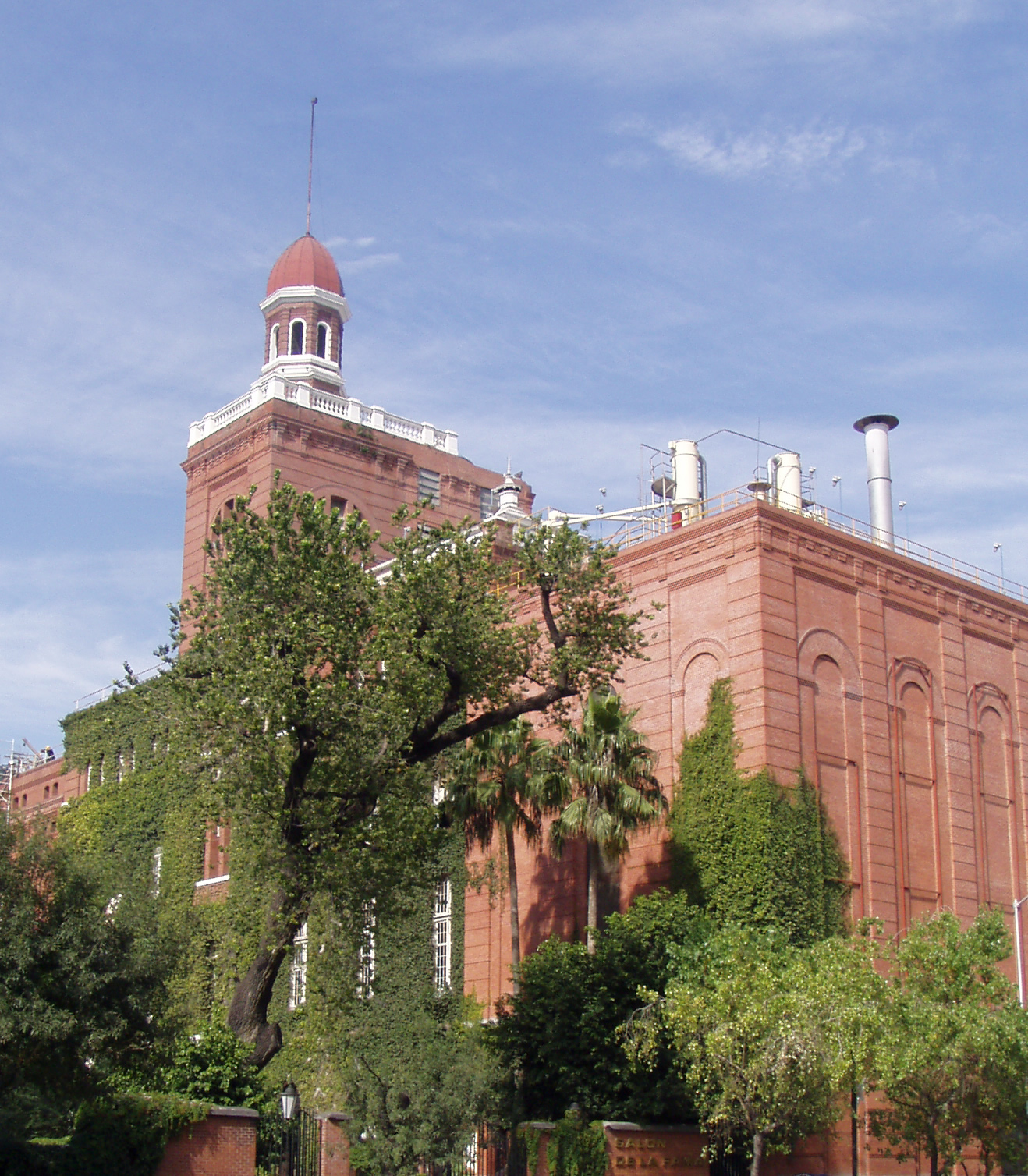
Пивоварня Cuauhtémoc Moctezuma в Монтерреї заснована німцями.

У Мехіко, Чіуауа та Вікторія-де-Дуранго Октоберфест зазвичай проводять у багатьох великих містах з німецько-мексиканськими громадами по всій країні. Німецькі мексиканці сприяли розвитку мексиканської пивоварної та сирної промисловості. У Монтерреї, Нуево-Леон і Мазатлані, Сіналоа, пивоварну промисловість основним чином розвинули етнічні німецькі іммігранти, які привезли відомі баварські технології пивоваріння з темного солоду.  Приплив німецьких іммігрантів і коротке правління в Австрії (середина 19 століття) імператора Максиміліана, який ніколи нікуди не подорожував без своїх двох німецьких майстрів пивоваріння, допомогли закріпити мистецтво пивоваріння як загальномексиканське починання, яке досі відчувається в Мексиці. як одна з небагатьох країн Латинської Америки, де споживання пива перевершує споживання вина та алкогольних напоїв. Вплив Німеччини мав тривалий вплив на мексиканське пиво. Такі бренди, як Negra Modelo та Dos Equis Ambar, обидва походять від солодової підгрупи темних лагерів, відомої як Віденський стиль, були результатом впливу Німеччини. З оцінкою в понад мільярд доларів США виробництво пива залишається однією з основних галузей економіки Мексики.
В південній Мексиці, особливо в штатах Чьяпас, Юкатан і Кінтана-Роо, німецько-мексиканське населення широко поширене завдяки заохоченню німецьких фермерів і промисловців імміграції наприкінці 1890-х років. У Німеччині Отто фон Бісмарк і Порфіріо Діас заснували колонії для створення сучасних кавових плантацій і підприємств харчової промисловості.  У регіоні Соконуско Чьяпас, де німецьке населення змішалося з майями, які складають більшість населення, німецько-мексиканці становлять значну меншість. Автономний університет Мексики (UNAM) провів дослідження, яке показало, що в муніципалітеті Тапачула та навколишньому регіоні Соконуско змішане населення метисів має більшу концентрацію спадщини німецької, ніж іспанської, і що 160 000 жителів не знали про свою спадщину. Спадщина Німеччини Багато старих німецьких ферм і підприємств все ще працюють як ехідо та приватні підприємства.
На півострові Юкатан, а також у таких містах Північної Мексики, як Сонора, Сіналоа, Чіуауа, Наяріт і Халіско, більшість людей мають німецька походження. У 1800-х роках асиміляційні кампанії сприяли іспанізації написання німецьких прізвищ. Зміна імен німецьких євреїв також є історичним засобом протистояти антисемітизму, як це було з єврейсько-німецькою імміграцією під час колоніальної епохи та під час Другої світової війни. Наприклад, німецьке прізвище «Sols» перетворилося на «Solis», а прізвище «Bergmann» перетворилося на «Burgos» або «Beltran». Хоча вона була менш схильна до перекладу, колоніальна практика також іспанізувала прізвища, багато священнослужителів та імміграційних чиновників просто називали людей за ознаками, які були очевидними, що призвело до таких імен, як «Алеман», «Рубіо», «Лютерано», «Вісмарка», «Бруча», «Фрідабург» тощо. Тим не менш, у деяких місцях із значним історичним населенням все ще використовуються традиційні німецькі імена, наприклад на Юкатані, де згідно з опитуванням 2012 року найпоширенішими прізвищами були «Quelle» і «Fiege». район.
Сучасна культура значною мірою залежить від німецького впливу на ЗМІ в таких областях, як мистецтво, філософія, політика та розваги. Фріда Кало є однією з найвідоміших художниць німецького походження.

## Демографія та походження
У 2019 році 11 398 німецьких громадян проживали в Мексиці. За даними посольства Німеччини в Мексиці, сьогодні в Мексиці проживає ще 75 000 мексиканців німецького походження. Через десять років практики асиміляції, заснованої на метисах, багато мексиканців не визнають або не знають свого етнічного європейського походження. Незважаючи на це, Мексика залишається четвертою країною Латинської Америки за чисельністю німецького населення. Лише три країни перевершують її: Бразилія, Аргентина та Чилі.

## Освіта і мова

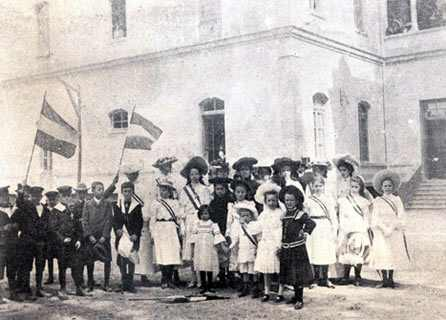
Студенти Colegio Alemán Alexander von Humboldt на початку 20 століття.

В Мексиці німецька як мова навчання все ще дуже популярна. Французька є другою за популярністю іноземної мови після німецької. «Estudios de Ingles y Aleman», або «Англійська та німецька освіта», як спеціалізація бакалаврату, часто входить до десяти найпоширеніших спеціальностей у мексиканських навчальних закладах щороку. Сучасні програми відродження мови в штатах Сіналоа, Сонора, Чіуауа, Дуранго, Наяріт, Халіско та Нижня Каліфорнія підтримують зусилля громади з відновленням німецьких етнічних зв'язків. Ці програми відображають історичні тенденції німецької імміграції до північно-західної Мексики. Активісти корінного населення з Мехіко та Південної Мексики, які активно виступали за нерівномірне фінансування євроцентричних програм відродження, були засмучені значною частиною цієї роботи.
Після успішної пропаганди Інституційно-революційної партії «mestizaje» на початку 20-го століття європейських іммігрантів заохочували асимілюватися в суспільстві та відмовлятися від своєї культурної спадщини, щоб створити нову національну ідентичність. Отже, офіційно підтверджені мексиканці німецького походження рідко можуть розмовляти німецькою, а більшість німецькомовних іммігрантів вдома та зі своїми дітьми обирають розмовляти лише іспанською. Тим не менш, у двадцять першому столітті німецька мова демонструє позитивні тенденції до відновлення. Це видно з нещодавніх зусиль мексикансько-німецьких громад відновити втрачені культурні зв'язки. Ці спільні зусилля, разом із появою служб ДНК, розглядаються як частина більшого руху, який очолюють молоді мексиканці, щоб відмовитися від звичайної націоналістичної політики ідентичності на користь прав своїх предків.
Незважаючи на це, країна займає друге місце після Бразилії за кількістю німецьких шкіл у Латинській Америці. Зараз у Мексиці є понад 3000 державних шкіл з вивченням німецької мови, не кажучи вже про приватні або міжнародні школи. З них найбільш помітні:
Colegio Alemán Cuauhtémoc Hank є німецькою міжнародною школою в Колоні Hipódromo, Тіхіана, яка була заснована в 1993 році. Створення школи викликало суперечки серед місцевих китайсько-мексиканських громад Тіхуани, які історично були проти федеральної освітньої системи за її спроби відкрити китайські школи. Незважаючи на те, що під час перепису Тіхуани 1992 року китайських мексиканців було приблизно 216 000 до 60 000 більше, ніж німецьких мексиканців.
Станом на 2012 рік Colegio Alemán Alexander von Humboldt у Мехіко, заснований у 1894 році, є найбільшою німецькою школою за межами Німеччини. У ньому навчається близько 12 000 студентів. Студенти, які були зараховані, повинні підтвердити вільне володіння німецькою мовою, якщо вони не починають відвідувати дитячий садок або не переходять у перший клас. Школа, найвідоміша німецька програма в Мексиці, завжди приваблює дітей політиків і знаменитостей.
Colegio Humboldt Puebla був заснований у 1911 році як спроба громади зберегти німецькомовні традиції, з 10 учнями початкової школи та вчителем німецької мови.  Зараз школа є міжнародною німецькою школою в Куаутлансінго, Пуебла, Велика Пуебла.
Colegio Alemán de Guadalajara — це міжнародна школа з німецької мови в Гвадалахарі, Халіско. З найбільшою кількістю німецькомовних іноземних студентів з таких країн, як Німеччина, Швейцарія та Австрія, школа залишається найбільшою в Північній Америці.
Мала німецька школа була заснована в 1917 році в Гвадалахарі як філія школи Гумбольдта. Вони включили в свій найкращий дитячий садок і початкову школу і нарахували 120 учнів, яких навчали дванадцять учителів. Вступ Мексики у війну в 1942 році ознаменував кінець першої німецької школи в Гвадалахарі. До 1979 року школа була відновлена в мексиканській системі освіти під повним адміністративним наглядом з боку ради освіти. До цього німецька мова викладалася лише як іноземна на додаток до офіційної мексиканської програми навчання, але тепер вона є основною мовою навчання. Програма Гумбольдта залишається найбільшою німецькою шкільною системою K-12 в Америці, де кожен кампус щорічно випускає в середньому 3000 сертифікованих двомовних студентів. Тільки Colegio Alemán Alexander von Humboldt може похвалитися понад 156 000 сертифікованих випускників, які вільно володіють з 2000 року

## Відомі люди

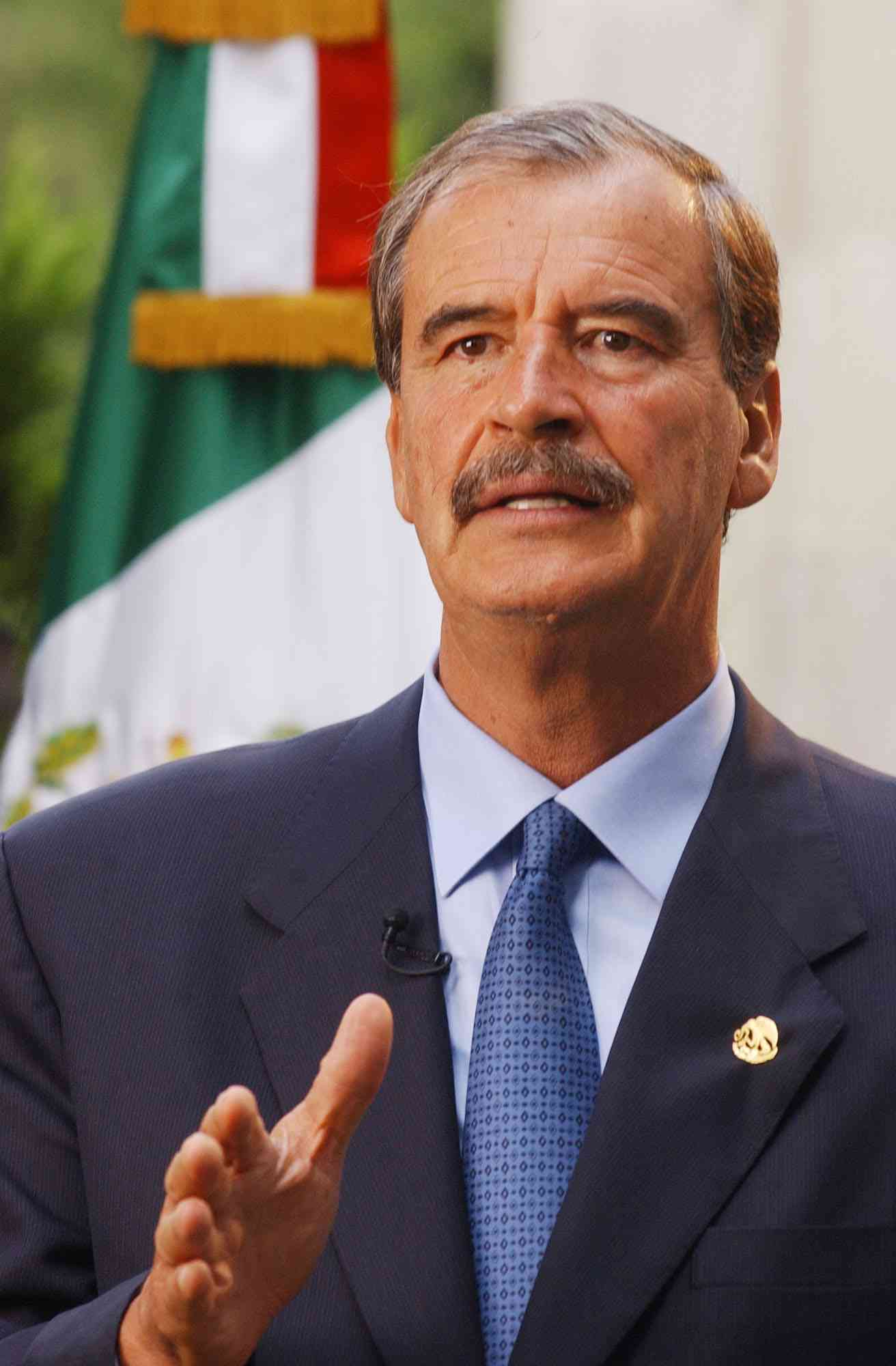
Вісенте Фокс, 55-й президент Мексики

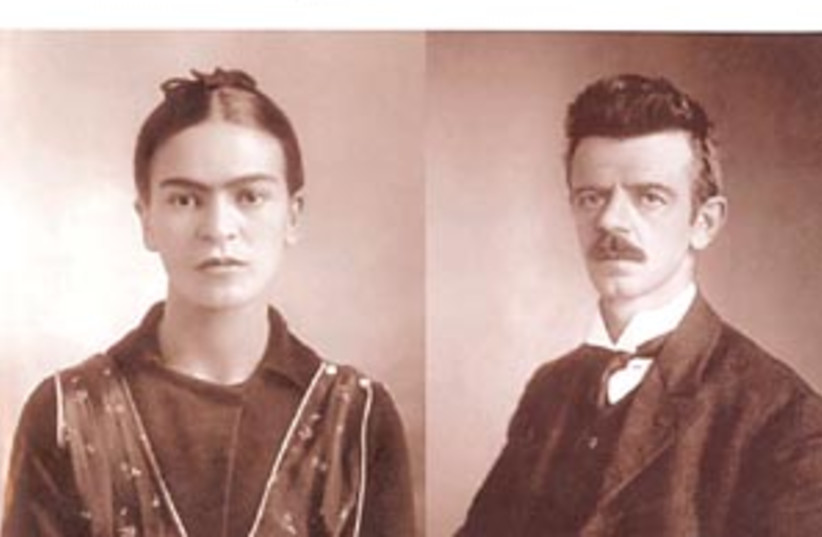
Фріда Кало, видатна художниця та політична діячка, та її батько Гільєрмо Кало (народжений Карл Вільгельм Кало), німецький іммігрант.

| Іммігранти першого покоління - Бріджит Александр — актриса, режисер, перекладач - Фріц Білер — льотчик - Гуґо Бреме — фотограф часів Мексиканської революції - Бріджит Брох — художник-постановник - Макс Четто — архітектор - Ольга Коста — художниця - Кріста Каурі — фотограф - Гайнц Дітеріх — соціолог, політолог - Маргіт Френк — філолог, фольклорист, перекладач - Маріана Френк-Вестхайм — письменниця, іспаністка - Матіас Геріц — художник, скульптор - Ганс Гутманн Густе — фотограф - Вільгельм Хассе — пивовар, засновник Dos Equis - Гільєрмо Кало — фотограф - Пауль Кірхгоф — антрополог - Гільде Крюгер — актриса - Теоберто Малер — дослідник руїн майя - Горст Маттай Квелле — філософ - Франц Майєр — фінансист, фотограф, колекціонер, засновник Музею Франца Майєра - Сабіна Мусьє — актриса - Вальтер Ройтер — фотожурналіст - Отто Рюле — комуніст, письменник - Крістіан Юліус Вільгельм Шіде — лікар, ботанік - Отто Шюсслер — комуніст, політичний діяч - Дж. Майкл Сейферт — кінорежисер, фотограф - Родольфо Ставенхаген — соціолог - Мартін Трітшлер — годинникар, капітан під час Мексикансько-американської війни - Максиміліан Уланд — католицький місіонер - Фернандо Вагнер — актор, режисер | Друге покоління - Олександр Афіф — бізнесмен, глава Саксонського дому - Сусана Олександр — актриса, режисер, продюсер - Ганс Беймлер — сценарист - Арап Бетке — актор - Енріке Бостельманн — фотограф - Вісенте Фокс — 55-й Президент Мексики, має німецьке походження від свого батька Хосе - Педро Фрідеберг — художник, дизайнер - Ганс Фріссен — футболіст - Гюнтер Герцсо — художник, режисер - Мемо Гідлі — автогонщик - Князь Губертус Гогенлое-Лангенбурзький — гірськолижник, фотограф, бізнесмен - Ванесса Хуппенкотен — телеведуча, модель - Фріда Кало — художниця, політична діячка - Олівія Моліна — співачка - Вольфганг Паален — художник-сюрреаліст - Ракель Торрес — актриса - Нена фон Шлебрюгге — модель |  |

## Подальше читання
- Buchenau, Jürge de. 2002. 002/275_299.pdf The Life Cycle of a Trade Diaspora: The German «Colony» in Mexico City, 1821–present (Життєвий цикл торговельної діаспори: Німецька «колонія» в Мехіко, 1821–дотепер). Jahrbuch für Geschichte Lateinamerikas. 39:275-297.
- Buchenau, Jürgen. 2001. Small Numbers, Great Impact: Mexico and Its Immigrants, 1821—1973 (Мала кількість, великий вплив: Мексика та її іммігранти, 1821—1973). Journal of American Ethnic History. Spring:24-49.
- Buchenau, Jürgen. 2004. Tools of Progress: A German Merchant Family in Mexico City, 1865-present (Знаряддя прогресу: німецька купецька родина в Мехіко, 1865 р. — по теперішній час). Albuquerque: University of New Mexico Press.
- Durán-Merk, Alma, 2013, «In Our Sphere of Life» (У нашій сфері життя). Dimensions of Social Incorporation in a Stratified Society. Augsburg, Germany: Augsburg Universität.
- O. de Bopp, Marianne. 1965. Maximiliano y los Alemanes. Mexico City: Sociedad Mexicana de Geografía y Estadistica
- Rojas Marín, Ana Luisa, 2012. Del bosque a los árboles. Puebla: BUA